# Assemblée générale (court métrage)
Pour les articles homonymes, voir Assemblée générale (homonymie).
Assemblée générale est un court métrage français de Luc Moullet, sorti en 2014.

## Synopsis
Une assemblée de copropriétaires, marquée par de multiples interventions à propos de sujets anodins, fragilise peu à peu la position du syndic.

## Fiche technique
- Titre : Assemblée générale
- Réalisation : Luc Moullet
- Scénario : Luc Moullet
- Photographie : Paul Chauvin et Pierre Stoeber
- Décors : Frédéric Valère
- Son : Julien Cloquet (montage) et Jean-Pierre Laforce (mixage)
- Montage : Anthony Verpoot
- Durée : 18 minutes
- Date de sortie : 2014

## Distribution
- Jean Abeillé : M. Von Schreiter
- Sabine Pakora : Mme Dupont
- Antonietta Pizzorno : Mme Ladouceur
- Valérie Bousquet : Mme Pénélope
- Olivier Parenty : M. Guinle
- Pascale Bodet : Mlle Draix
- Dominique Parent : M. Deleuze
- Bruno Forget : M. Archail
- Guy Cambreleng : M. Ladouceur
- Ralph Nataf : M. Gasc
- Claude Merlin

## Sélections
- 2014 : Festival International IndieLisboa
  - Festival International de Dresden
  - Festival Côté court de Pantin
  - Festival International du film court de Sao Paulo
  - Festival la Normandie et le Monde de l'Art
  - Festival International de Mar del Plata